# Schloss La Gaubertie

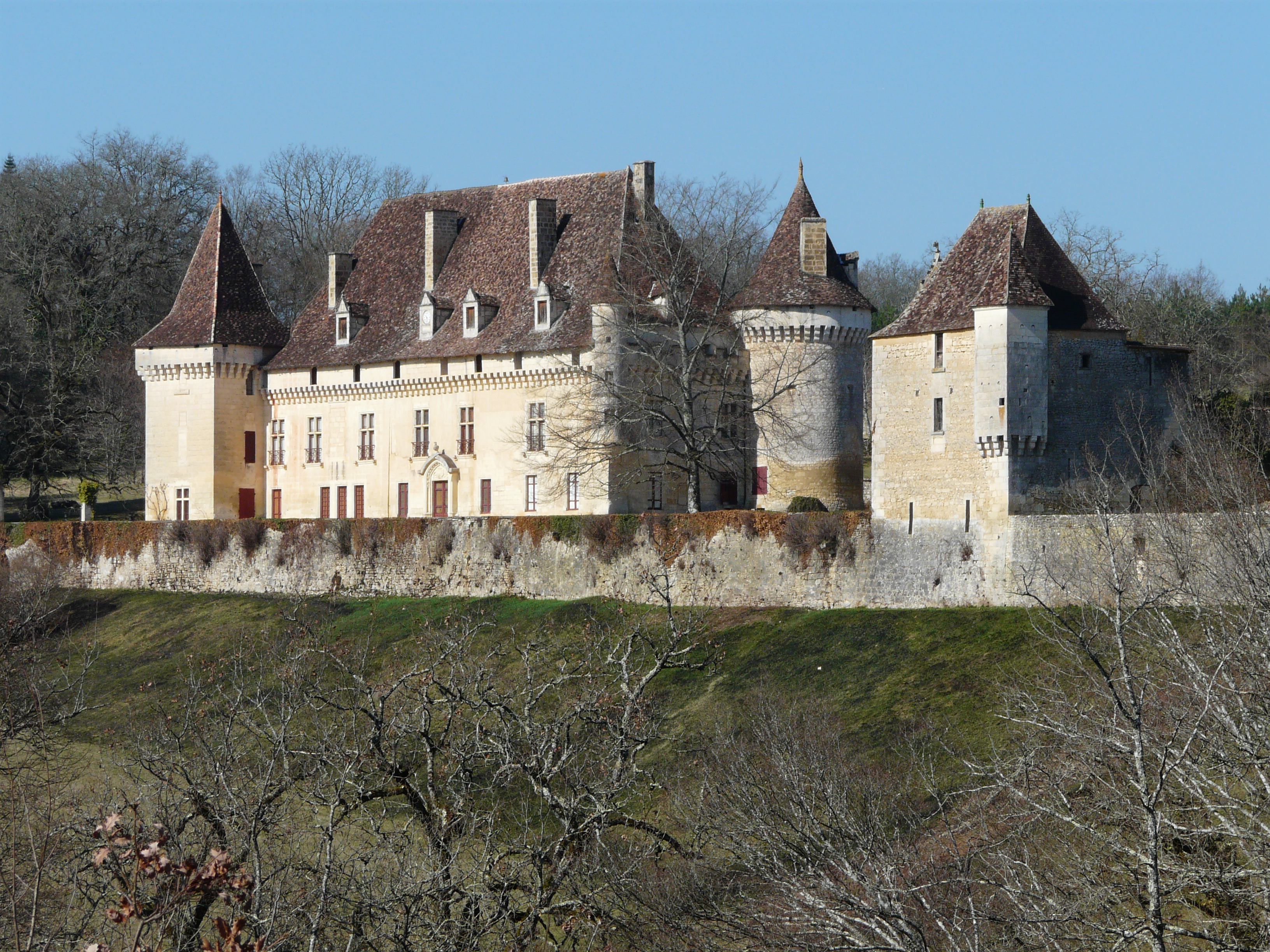
Schloss Gaubertie

Das Schloss La Gaubertie (französisch Château de la Gaubertie) ist ein französisches Schloss in der Gemeinde Saint-Martin-des-Combes in der Region Nouvelle-Aquitaine. Es stammt aus dem 15. Jahrhundert und wurde im 17. sowie 19. Jahrhundert mehrfach umgebaut.
Das Schloss befindet sich in der Landschaft Périgord pourpre, im Süden vom Département Dordogne, 500 Meter westlich der Route départementale 21. Es ist auf einem Hügel zwischen den Dörfern Clermont-de-Beauregard und Saint-Martin-des-Combes angesiedelt und befindet sich in Privatbesitz. Seit 1993 sind einige Teile des Schlosses denkmalgeschützt (Monument historique).

## Geschichte
Gegenüber dem Schloss Clermont, auf der anderen Seite des vom Bach les Carbonnières durchflossenen Tales, existierte zunächst ein befestigtes Haus namens La Borie, das sich im Besitz der Herren von Clermont befand. An der Stelle dieses befestigten Bauernhauses wurde Ende des 15. Jahrhunderts das Schloss La Gaubertie errichtet.
In den Hugenottenkriegen wurde es beschädigt und musste im 17. Jahrhundert restauriert werden. Eine Kapelle wurde dabei hinzugefügt. Ende des 19. Jahrhunderts renovierte man die Innenräume und die Nebengebäude.
Der Philosoph Maine de Biran besuchte das Schloss mehrfach, ebenso Charles de Foucauld im Jahr 1913 während seines mehrmonatigen Aufenthalts in Frankreich.

## Architektur
Das Schloss La Gaubertie besteht aus einer nordost-südwestlich ausgerichteten Logis aus dem 16. Jahrhundert und wird von drei Türmen flankiert: einem quadratischen in der Südecke sowie zwei Rundtürmen in der West- und Nordecke. Ein weiteres Türmchen schmückte einst die östliche Ecke. Die Logis und die Türme sind mit Maschikulis versehen.
Dreißig Meter östlich des Schlosses liegt die Kapelle mit einem quadratischen Türmchen und einem gotischen Dachfenster. Nördlich davon schließen sich die wichtigen Wirtschaftsgebäude des Schlosses an.

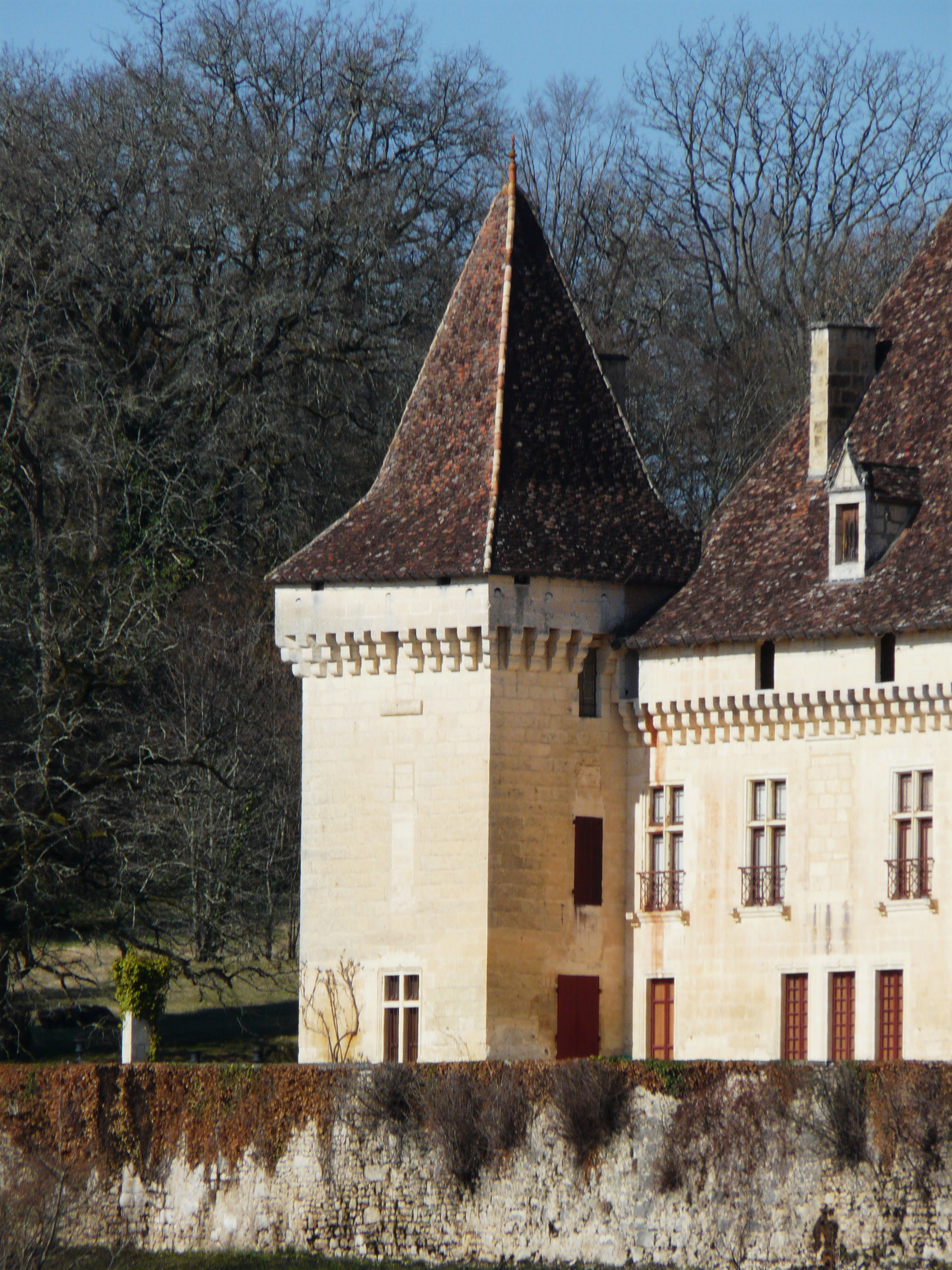
Südturm
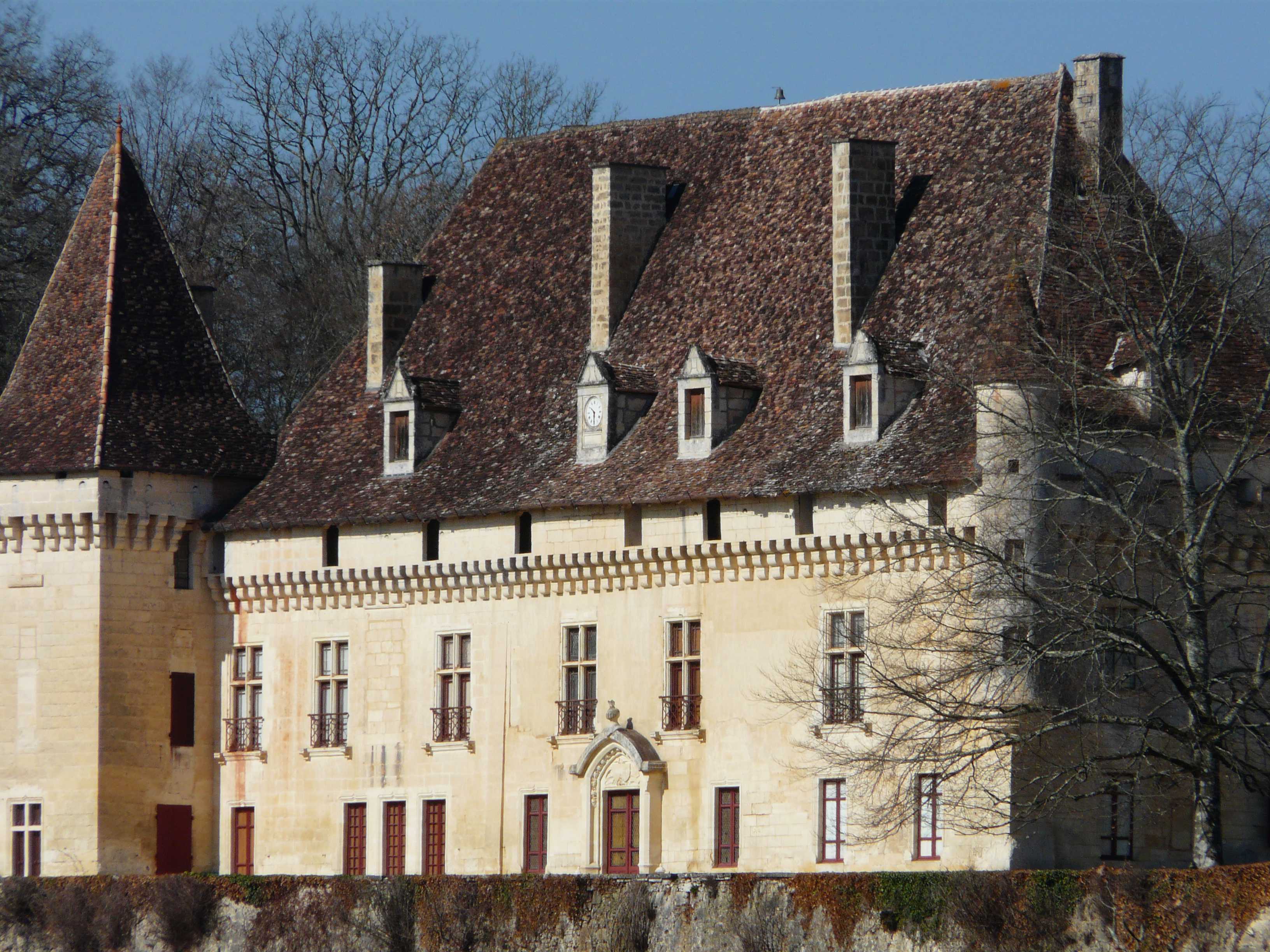
Logis
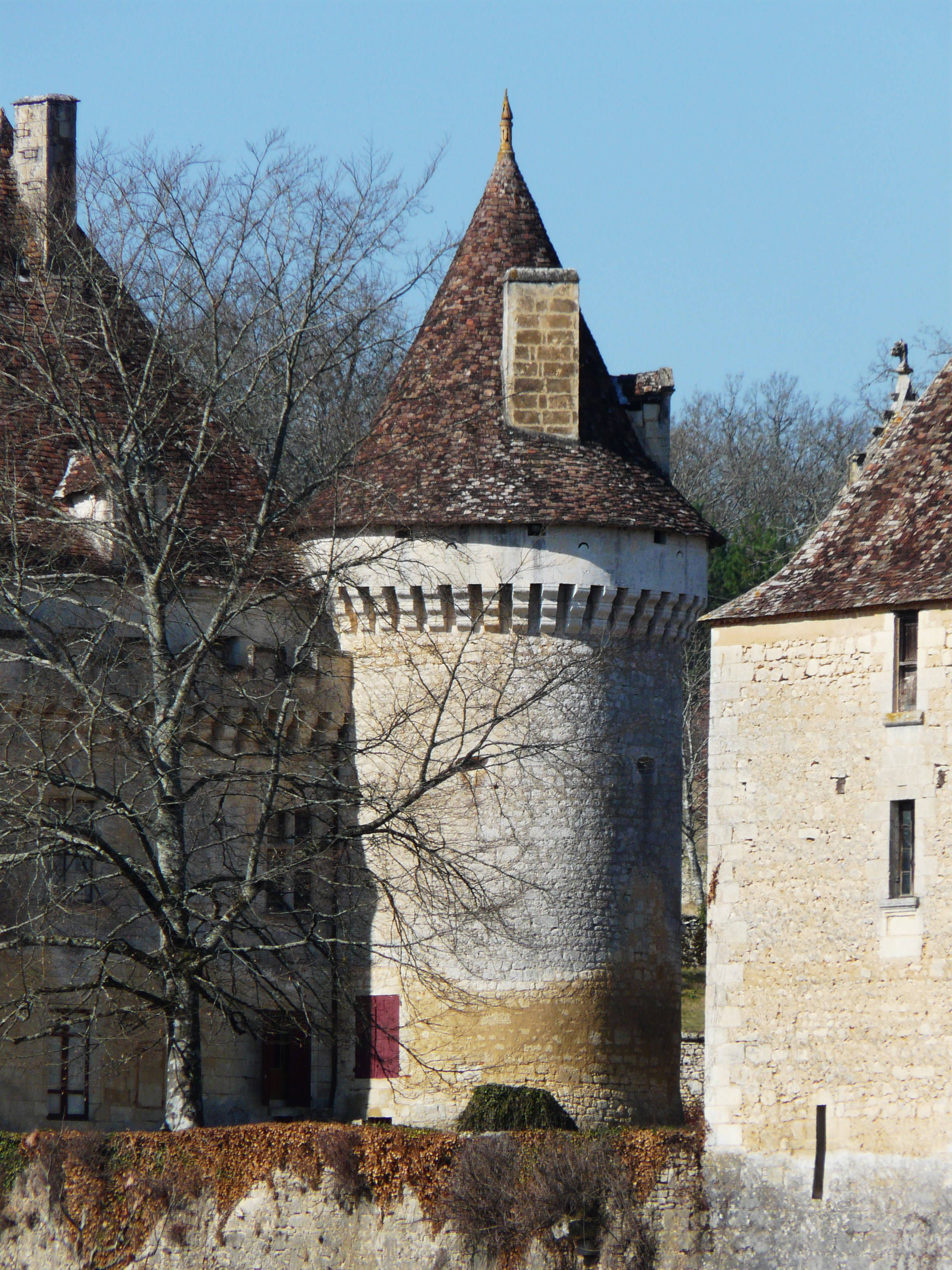
Nordturm
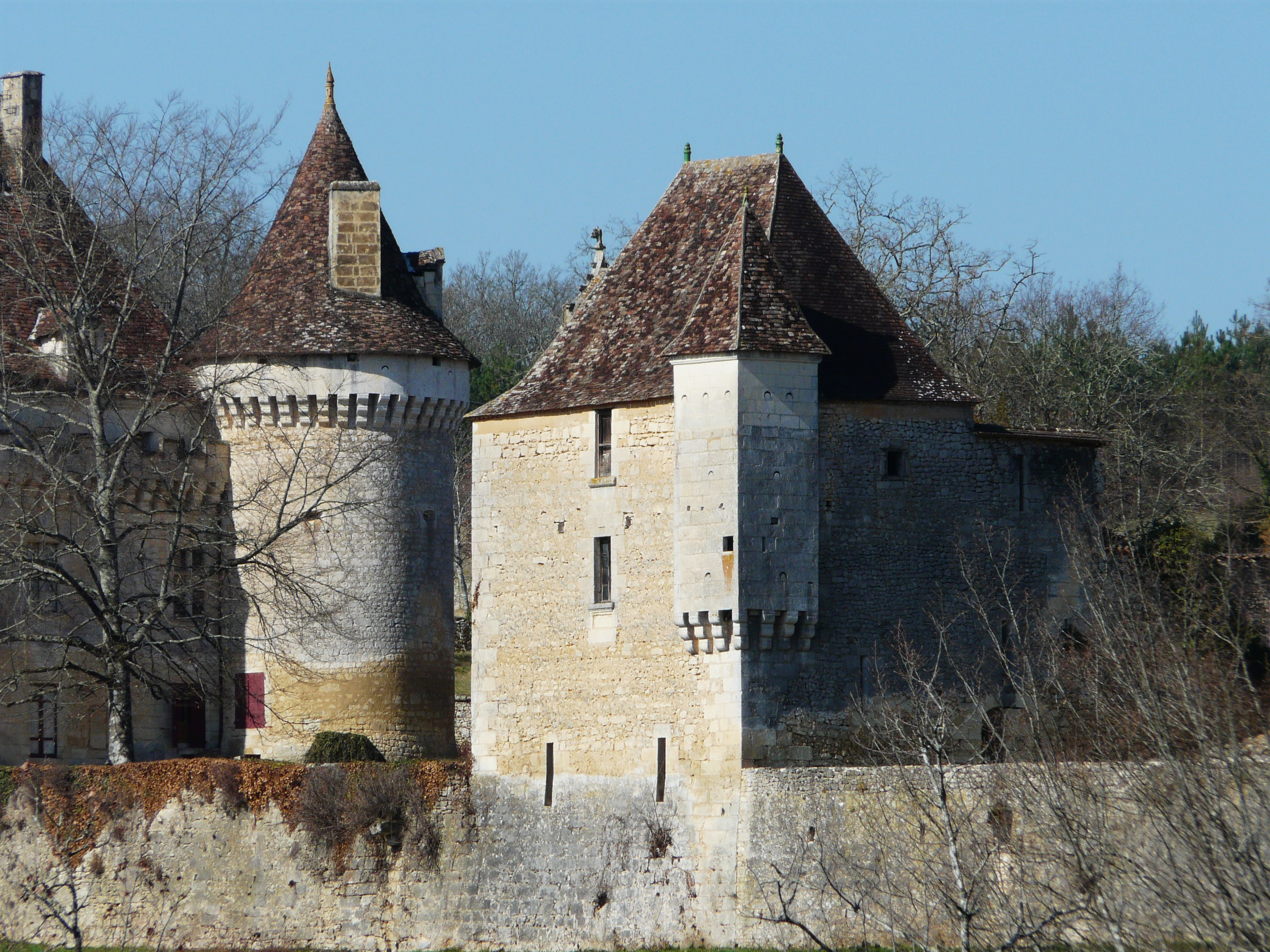
Nordturm und Kapelle